# Université Tōyō Gakuen
L'université Tōyō Gakuen (東洋学園大学, Tōyō Gakuen Daigaku, abrégé en TGU) est une université privée japonaise fondée en 1926 et située dans le grand Tōkyō.
L'université se partage en deux campus, le campus historique est situé dans le quartier de Hongō à Tōkyō et un autre campus a été créé à Nagareyama dans la préfecture de Chiba en 1967.